# Fonos

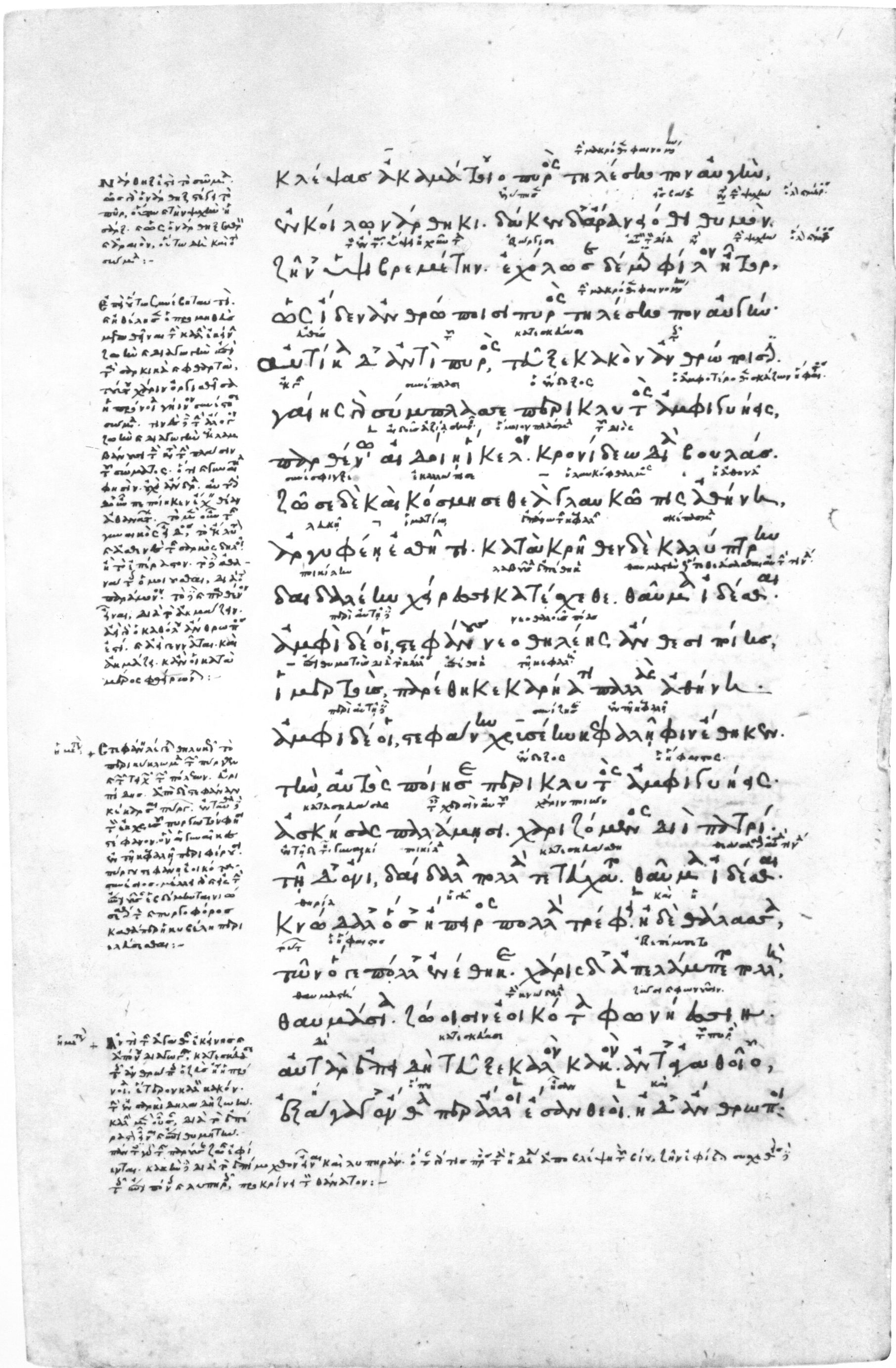
Teogonia, por Hesíodo.

Os fonos (em grego Φόνοι), na mitologia grega, eram daemones ou espíritos que personificavam os assassinatos e as matanças. Como tantos espíritos malignos, os fonos foram gerados por Éris (a discórdia) sem intervenção masculina.
Ainda que alguns autores, como Quinto de Esmirna, não os distinguiam de suas irmãs as androctasias. Hesíodo, em sua Teogonia, afirma que os fonos, diferentemente daquelas, representam os assassinatos que ocorrem fora do campo de batalha.
1. ↑  Hesíodo, Teogonia 228